# Euro Hockey League 2011/2012
De Euro Hockey League 2011/2012 is het vijfde seizoen van de Euro Hockey League. Het seizoen werd gewonnen door het Duitse Uhlenhorster HC. Zij sleepte hun derde titel in de wacht door na de shoot-out van het Nederlandse Amsterdam H&BC te winnen.

## Deelnemers
De landen mochten afhankelijk van hun positie drie, twee of één ploeg laten deelnemen aan de Euro Hockey League, hieronder een overzicht van de deelnemende ploegen.
| Land            | Deelnemende ploegen                                      |
| 3 teams         | 3 teams                                                  |
| --------------- | -------------------------------------------------------- |
| 1. Nederland    | Amsterdam H&BC, HC Bloemendaal, HC Rotterdam             |
| 2. Spanje       | RC de Polo de Barcelona, Atlètic Terrassa, Club de Campo |
| 3. Engeland     | Reading HC, East Grinstead HC, Beeston HC                |
| 4. Duitsland    | Club an der Alster, Uhlenhorst Mülheim, Uhlenhorster HC  |
| 2 teams         |                                                          |
| 5. België       | KHC Dragons, RC Bruxelles                                |
| 6. Ierland      | Banbridge Hockey Club, Cookstown Hockey Club             |
| 7. Polen        | WKS Grunwald Poznań, KS Pomorzanin Toruń                 |
| 8. Rusland      | Dinamo Elektrostal, HC Dinamo Kazan                      |
| 1 team          |                                                          |
| 9. Frankrijk    | CA Montrouge                                             |
| 10. Oostenrijk  | AHTC Wien                                                |
| 11. Oekraïne    | Olimpia Kolos Sekvoia                                    |
| 12. Zwitserland | Rot-Weiss Wettingen                                      |

## Toernooi
In de eerste ronde speelden 24 teams in acht groepen van drie. De nummers één en twee gingen door naar de tweede ronde. De loting daarvoor volgt nog, zeker is dat een groepswinnaar wordt gekoppeld aan een nummer 2. Vervolgens zijn er kwartfinales, halve finales en de finale.

## Regelwijzigingen
Dit seizoen zijn er een aantal kleine regelwijzigingen ingevoerd. Dit seizoen moeten ook aanvallers die bij een strafcorner te vroeg de cirkel in lopen terug achter de middenlijn.Daarnaast mag de bal met de stick boven de schouder worden gespeeld (sticks) mits dit geen gevaar oplevert. Ten slotte wordt ook de serie shoot-outs bij een gelijke stand in de knock-outfase verlengd van 3 naar 5 pogingen per team.

## Ronde 1 (poulefase)
- 7 t/m 9 oktober 2011: Mülheim, Duitsland (Poules B, C, G, H)
- 21 t/m 23 oktober 2011; Antwerpen, België (Poules A, D, E, F)

#### Groep A
21 tot 23 Oktober 2011 in Antwerpen
| Team                  | Gespeeld | G | G | V | DV | DT | DS  | Pnt |
| --------------------- | -------- | - | - | - | -- | -- | --- | --- |
| Amsterdam H&BC        | 2        | 2 | 0 | 0 | 12 | 2  | +10 | 10  |
| Reading HC            | 2        | 1 | 0 | 1 | 6  | 2  | +4  | 6   |
| Cookstown Hockey Club | 2        | 0 | 0 | 2 | 1  | 15 | −14 | 0   |

| 21 oktober 2011 13:00 UTC+2                                                                    |           |                       |                                                 |
| Reading HC                                                                                     | 5:0 (2:0) | Cookstown Hockey Club | Scheidsrechters: Mike Gerwig Gregory Uyttenhove |
| 16' Richard Mantell (sc) 20' Richard Mantell (sc) 45' Andy Watts 59' Andy Watts 66' Andy Watts |           |                       | Scheidsrechters: Mike Gerwig Gregory Uyttenhove |

| 22 oktober 2011 13:30 UTC+2 |            | |                                                  |
| Cookstown Hockey Club       | 1:10 (0:4) | Amsterdam H&BC | Scheidsrechters: Andrew Kennedy Michal Margolien |
| 43' Gareth Cuddy            |            | 3' Floris Evers 5' Mirco Pruyser 10' Floris Evers 31' Floris Evers (sb) 47' Mirco Pruyser (sc) 51' Mirco Pruyser 55' Steven Ebbers 62' Mirco Pruyser 65' Mirco Pruyser 69' Valentin Verga | Scheidsrechters: Andrew Kennedy Michal Margolien |

| 23 oktober 2011 12:00 UTC+2                  |           |                        |                                                  |
| Amsterdam H&BC                               | 2:1 (1:0) | Reading HC             | Scheidsrechters: Mike Gerwig Juan Manuel Requena |
| 9' Robert Tigges (sc) 66' Taeke Taekema (sc) |           | 48' Simon Mantell (sc) | Scheidsrechters: Mike Gerwig Juan Manuel Requena |

#### Groep B
| Team               | Gespeeld | G | G | V | DV | DT | DS | Pnt |
| ------------------ | -------- | - | - | - | -- | -- | -- | --- |
| Uhlenhorst Mülheim | 2        | 2 | 0 | 0 | 7  | 3  | +4 | 10  |
| Atlètic Terrassa   | 2        | 1 | 0 | 1 | 5  | 6  | −1 | 6   |
| AHTC Wien          | 2        | 0 | 0 | 2 | 3  | 6  | −3 | 2   |

| 7 oktober 2011 17:00 UTC+2                                       |           |                           |                                              |
| Uhlenhorst Mülheim                                               | 3:1 (2:1) | AHTC Wien                 | Scheidsrechters: Thomas Lingg Coen van Bunge |
| 8' Jan Fleckhaus (sc) 29' Thilo Stralkowski 55' Ole Keusgen (sc) |           | 31' Elmar Stremitzer (sc) | Scheidsrechters: Thomas Lingg Coen van Bunge |

| 8 oktober 2011 14:30 UTC+2                 |           |                                                             |                                             |
| AHTC Wien                                  | 2:3 (1:2) | Atlètic Terrassa                                            | Scheidsrechters: Coen van Bunge Dan Barstow |
| 6' Matthias Gerö (sc) 59' Bernhard Schmidt |           | 9' Inyaki Freixa 30' Inyaki Freixa 67' Ignasi Guerrero (sc) | Scheidsrechters: Coen van Bunge Dan Barstow |

| 9 oktober 2011 14:30 UTC+2       |           |                                                                                          |                                                  |
| Atlètic Terrassa                 | 2:4 (0:1) | Uhlenhorst Mülheim                                                                       | Scheidsrechters: Coen van Bunge Francesco Parisi |
| 38' Roc Oliva 67' Albert Bertran |           | 4' Johannes Schmitz 39' Thilo Stralkowski (sc) 45' Jan Fleckhaus 53' Jan Philipp Rabente | Scheidsrechters: Coen van Bunge Francesco Parisi |

#### Groep C
| Team                    | Gespeeld | G | G | V | DV | DT | DS | Pnt |
| ----------------------- | -------- | - | - | - | -- | -- | -- | --- |
| Beeston HC              | 2        | 2 | 0 | 0 | 8  | 1  | +7 | 10  |
| RC de Polo de Barcelona | 2        | 1 | 0 | 1 | 3  | 3  | 0  | 6   |
| KS Pomorzanin Toruń     | 2        | 0 | 0 | 2 | 0  | 7  | −7 | 1   |

| 7 oktober 2011 12:00 UTC+2                                                                          |           |                     |                                               |
| Beeston HC                                                                                          | 5:0 (3:0) | KS Pomorzanin Toruń | Scheidsrechters: Nathan Stagno Mikael Mattson |
| 6' Adam Dixon (sc) 9' Martin Jones 27' Martin Scanlon 39' Patrick Schmidt 52' Jonathan Beckers (sc) |           |                     | Scheidsrechters: Nathan Stagno Mikael Mattson |

| 8 oktober 2011 12:00 UTC+2 |           |                                            |                                             |
| KS Pomorzanin Toruń        | 0:2 (0:0) | RC de Polo de Barcelona                    | Scheidsrechters: Daniel Clarke Thomas Lingg |
|                            |           | 59' Roger Borrell 70' Gabriel Nasrala (sc) | Scheidsrechters: Daniel Clarke Thomas Lingg |

| 9 oktober 2011 12:00 UTC+2 |           |                                                       |                                                  |
| RC de Polo de Barcelona    | 1:3 (1:1) | Beeston HC                                            | Scheidsrechters: Christian Blasch Benjamin Mauss |
| 31' Gabriel Nasrala (sc)   |           | 6' David Ames 51' eigen doelpunt 59' Jonathan Beckers | Scheidsrechters: Christian Blasch Benjamin Mauss |

#### Groep D
| Team               | Gespeeld | G | G | V | DV | DT | DS | Pnt |
| ------------------ | -------- | - | - | - | -- | -- | -- | --- |
| Club an der Alster | 2        | 1 | 1 | 0 | 7  | 6  | +1 | 7   |
| Club de Campo      | 2        | 1 | 0 | 1 | 5  | 2  | +3 | 6   |
| RC Bruxelles       | 2        | 0 | 1 | 1 | 5  | 9  | −4 | 2   |

| 21 oktober 2011 18:00 UTC+2                                                    |           | |                                            |
| RC Bruxelles                                                                   | 5:5 (2:3) | Club an der Alster                                                                                                   | Scheidsrechters: Michiel Bruning Andy Mair |
| 5' Tom Boon 35' Tom Boon (sc) 61' Tom Boon (sc) 63' Tom Boon 68' Tom Boon (sc) |           | 11' Philipp Froschle (sc) 19' Jonathan Froschle 28' Philipp Froschle (sc) 43' Philipp Froschle (sc) 55' Stefan Witte | Scheidsrechters: Michiel Bruning Andy Mair |

| 22 oktober 2011 18:15 UTC+2                          |           |                      |                                                 |
| Club an der Alster                                   | 2:1 (0:0) | Club de Campo        | Scheidsrechters: Michiel Bruning Chris McConkey |
| 48' Daniel von Drachenfels 68' Julian Hofmann-Jeckel |           | 60' Diego Arana (sc) | Scheidsrechters: Michiel Bruning Chris McConkey |

| 23 oktober 2011 17:00 UTC+2                                                         |           |              |                                             |
| Club de Campo                                                                       | 4:0 (1:0) | RC Bruxelles | Scheidsrechters: Andy Mair Jonas van 't Hek |
| 28' Fabien Magner (sc) 58' Eduard Tubau (sc) 62' Alvaro Iglesias 70' Koke Rodriguez |           |              | Scheidsrechters: Andy Mair Jonas van 't Hek |

#### Groep E
| Team                | Gespeeld | G | G | V | DV | DT | DS  | Pnt |
| ------------------- | -------- | - | - | - | -- | -- | --- | --- |
| KHC Dragons         | 2        | 2 | 0 | 0 | 12 | 4  | +8  | 10  |
| HC Rotterdam        | 2        | 1 | 0 | 1 | 15 | 6  | +9  | 6   |
| Rot-Weiss Wettingen | 2        | 0 | 0 | 2 | 1  | 18 | −17 | 0   |

| 21 oktober 2011 15:30 UTC+2 |            |                         |                                                     |
| HC Rotterdam | 11:1 (6:0) | Rot-Weiss Wettingen     | Scheidsrechters: Chris McConkey Juan Manuel Requena |
| 4' Roderick Weusthof 13' Roderick Weusthof (sc) 18' Roderick Weusthof (sc) 25' Jeroen Hertzberger (sc) 28' Quintus Rischen 34' Jeroen Hertzberger 39' Roderick Weusthof (sc) 42' Jeroen Hertzberger 43' Nick Wilson 46' Nick Wilson (sc) 56' Jeroen Hertzberger (sc) |            | 60' Michael Keller (sc) | Scheidsrechters: Chris McConkey Juan Manuel Requena |

| 22 oktober 2011 15:45 UTC+2 |           | |                                               |
| Rot-Weiss Wettingen         | 0:7 (0:1) | KHC Dragons | Scheidsrechters: Mike Gerwig Jonas van 't Hek |
|                             |           | 14' Thierry Stumpe 38' Florent van Aubel (sc) 42' Jeffrey Thys 49' Loïc Vandeweghe (sc) 64' Jeffrey Thys (sc) 66' Loïck Luypaert (sc) 68' Florent van Aubel | Scheidsrechters: Mike Gerwig Jonas van 't Hek |

| 23 oktober 2011 14:30 UTC+2                                                                                      |           | |                                                |
| KHC Dragons | 5:4 (2:3) | HC Rotterdam                                                                                                 | Scheidsrechters: Andrew Kennedy Chris McConkey |
| 4' Florent van Aubel 12' Florent van Aubel (sc) 46' Felix Denayer 68' Charles Vandeweghe 70' Loïck Luypaert (sc) |           | 16' Roderick Weusthof (sc) 25' Jeroen Hertzberger (sc) 30' Diederick de Vidal de St Germain 45' Paul Melkert | Scheidsrechters: Andrew Kennedy Chris McConkey |

#### Groep F
| Team                  | Gespeeld | G | G | V | DV | DT | DS | Pnt |
| --------------------- | -------- | - | - | - | -- | -- | -- | --- |
| Uhlenhorster HC       | 2        | 2 | 0 | 0 | 7  | 3  | +4 | 10  |
| CA Montrouge          | 2        | 1 | 0 | 1 | 4  | 5  | −1 | 6   |
| Banbridge Hockey Club | 2        | 0 | 0 | 2 | 6  | 9  | −3 | 2   |

| 21 oktober 2011 11:00 UTC+2                                                      |           |                                                             |                                                  |
| CA Montrouge                                                                     | 4:3 (3:2) | Banbridge Hockey Club                                       | Scheidsrechters: Andrew Kennedy Jonas van 't Hek |
| 3' Tom Cariolet 30' Christophe Thiolon (sc) 33' Matthieu Durchon 38' Joris Harou |           | 11' Ross McCandless (sc) 24' Scott Forbes 49' Stehpen Dowds | Scheidsrechters: Andrew Kennedy Jonas van 't Hek |

| 22 oktober 2011 11:15 UTC+2               |           |              |                                                         |
| Uhlenhorster HC                           | 2:0 (0:0) | CA Montrouge | Scheidsrechters: Juan Manuel Requena Gregory Uyttenhove |
| 51' Jan Simon (sc) 55' Marco Miltkau (sc) |           |              | Scheidsrechters: Juan Manuel Requena Gregory Uyttenhove |

| 23 oktober 2011 09:30 UTC+2                                  |           |                                                                                                   |                                                      |
| Banbridge Hockey Club                                        | 3:5 (1:2) | Uhlenhorster HC                                                                                   | Scheidsrechters: Michal Margolien Gregory Uyttenhove |
| 17' Scott Caruth 46' Bruce McCandless 65' Stephen Dowds (sc) |           | 10' Ricardo Nevado (sc) 34' Florian Fuchs 41' Jonas Fürste 43' Jonas Fürste (sc) 57' Kai Gremnitz | Scheidsrechters: Michal Margolien Gregory Uyttenhove |

#### Groep G
| Team                | Gespeeld | G | G | V | DV | DT | DS | Pnt |
| ------------------- | -------- | - | - | - | -- | -- | -- | --- |
| East Grinstead HC   | 2        | 2 | 0 | 0 | 9  | 5  | +4 | 10  |
| Dinamo Elektrostal  | 2        | 1 | 0 | 1 | 8  | 10 | −2 | 5   |
| WKS Grunwald Poznań | 2        | 0 | 0 | 2 | 6  | 8  | −2 | 2   |

| 7 oktober 2011 09:30 UTC+2                                                                     |           | |                                                 |
| WKS Grunwald Poznań                                                                            | 4:5 (2:2) | Dinamo Elektrostal                                                                                    | Scheidsrechters: Christian Blasch Daniel Clarke |
| 18' Tomasz Marcinkowski (sc) 33' Tomasz Dutkiewicz (sc) 56' Karol Majchrzak 63' Waldemar Rataj |           | 23' Aleksandr Platonov 30' eigen goal 45' Aleksandr Platonov 58' Dmitry Azarov (sc) 65' Andrey Kuraev | Scheidsrechters: Christian Blasch Daniel Clarke |

| 8 oktober 2011 09:30 UTC+2                                             |           | |                                               |
| Dinamo Elektrostal                                                     | 3:6 (2:4) | East Grinstead HC                                                                                               | Scheidsrechters: Nathan Stagno Benjamin Mauss |
| 4' Aleksandr Platonov 33' Ilfat Zamalutdinov 46' Alexey Mamoshkin (sc) |           | 3' David de Prez 16' Ashley Jackson (sc) 17' Daniel Hall 32' Daniel Hall 38' Mark Pearn 42' Ashley Jackson (sc) | Scheidsrechters: Nathan Stagno Benjamin Mauss |

| 9 oktober 2011 09:30 UTC+2                               |           |                                                       |                                             |
| East Grinstead HC                                        | 3:2 (2:1) | WKS Grunwald Poznań                                   | Scheidsrechters: Thomas Lingg Nathan Stagno |
| 5' Mark Gleghorne 7' Ashley Jackson (sb) 51' Daniel Hall |           | 22' Tomasz Dutkiewicz (sc) 57' Tomasz Dutkiewicz (sc) | Scheidsrechters: Thomas Lingg Nathan Stagno |

#### Groep H
| Team                  | Gespeeld | G | G | V | DV | DT | DS  | Pnt |
| --------------------- | -------- | - | - | - | -- | -- | --- | --- |
| HC Bloemendaal        | 2        | 2 | 0 | 0 | 13 | 1  | +12 | 10  |
| HC Dinamo Kazan       | 2        | 1 | 0 | 1 | 3  | 4  | −1  | 6   |
| Olimpia Kolos Sekvoia | 2        | 0 | 0 | 2 | 1  | 12 | −11 | 1   |

| 7 oktober 2011 14:30 UTC+2             |           |                         |                                               |
| HC Dinamo Kazan                        | 2:1 (1:1) | Olimpia Kolos Sekvoia   | Scheidsrechters: Francesco Parisi Dan Barstow |
| 28' Anton Kornilov 50' Alexey Mayorlov |           | 31' Artem Ozerskyi (sc) | Scheidsrechters: Francesco Parisi Dan Barstow |

| 8 oktober 2011 17:00 UTC+2 |            | |                                                    |
| Olimpia Kolos Sekvoia      | 0:10 (0:5) | HC Bloemendaal | Scheidsrechters: Christian Blasch Francesco Parisi |
|                            |            | 7' Ronald Brouwer (sb) 10' Diede van Puffelen 17' Martijn van Mierlo 20' Olmer Meijer (sc) 26' Rogier Hofman 39' Nick Meijer 44' Teun de Nooijer 46' Ronald Brouwer 49' Ronald Brouwer (sc) 60' Martijn van Mierlo | Scheidsrechters: Christian Blasch Francesco Parisi |

| 9 oktober 2011 17:00 UTC+2                                  |           |                         |                                             |
| HC Bloemendaal                                              | 3:1 (1:0) | HC Dinamo Kazan         | Scheidsrechters: Dan Barstow Mikael Mattson |
| 8' Nick Meijer 47' Ronald Brouwer (sc) 49' Stijn Jolie (sc) |           | 54' Ravshanzhon Zakirov | Scheidsrechters: Dan Barstow Mikael Mattson |

## Knock-outfase
|  | tweede ronde                 | tweede ronde                |                             |      | kwartfinale  | kwartfinale  |                           |                           | halve finale | halve finale |  |  | finale | finale |
|  |                              |                             |                             |      |              |              |                           |                           |              |              |  |  |        |        |
|  | vrijdag 6 april 2012, 14:30  |                             |                             |      |              |              |                           |                           |              |              |  |  |        |        |
|  |                              |                             |                             |      |              |              |                           |                           |              |              |  |  |        |        |
|  | Amsterdam H&BC               | 6                           |                             |      |              |              |                           |                           |              |              |  |  |        |        |
|  | Amsterdam H&BC               | 6                           | zondag 8 april 2012, 14:30  |      |              |              |                           |                           |              |              |  |  |        |        |
|  | HC Dinamo Kazan              | 0                           |                             |      |              |              |                           |                           |              |              |  |  |        |        |
|  | HC Dinamo Kazan              | 0                           | Amsterdam H&BC              | 3    |              |              |                           |                           |              |              |  |  |        |        |
|  | vrijdag 6 april 2012, 17:00  |                             | Amsterdam H&BC              | 3    |              |              |                           |                           |              |              |  |  |        |        |
|  |                              | HC Bloemendaal              | 2                           |      |              |              |                           |                           |              |              |  |  |        |        |
|  | HC Bloemendaal               | HC Bloemendaal              | 2                           | 4    |              |              |                           |                           |              |              |  |  |        |        |
|  | HC Bloemendaal               |                             | zaterdag 26 mei 2012, 14.30 | 4    |              |              |                           |                           |              |              |  |  |        |        |
|  | Atlètic Terrassa             | 3                           |                             |      |              |              |                           |                           |              |              |  |  |        |        |
|  | Atlètic Terrassa             | 3                           | Amsterdam H&BC              | 3    |              |              |                           |                           |              |              |  |  |        |        |
|  | zaterdag 7 april 2012, 09:30 |                             | Amsterdam H&BC              | 3    |              |              |                           |                           |              |              |  |  |        |        |
|  |                              | HC Rotterdam                | 0                           |      |              |              |                           |                           |              |              |  |  |        |        |
|  | East Grinstead HC            | HC Rotterdam                | 0                           | 8    |              |              |                           |                           |              |              |  |  |        |        |
|  | East Grinstead HC            | maandag 9 april 2012, 14:30 |                             | 8    |              |              |                           |                           |              |              |  |  |        |        |
|  | CA Montrouge                 | 0                           |                             |      |              |              |                           |                           |              |              |  |  |        |        |
|  | CA Montrouge                 | 0                           | East Grinstead HC           | 1    |              |              |                           |                           |              |              |  |  |        |        |
|  | zaterdag 7 april 2012, 14:30 |                             | East Grinstead HC           | 1    |              |              |                           |                           |              |              |  |  |        |        |
|  |                              | HC Rotterdam                | 3                           |      |              |              |                           |                           |              |              |  |  |        |        |
|  | HC Rotterdam                 | HC Rotterdam                | 3                           | 6(3) |              |              |                           |                           |              |              |  |  |        |        |
|  | HC Rotterdam                 |                             | zondag 27 mei 2012, 14.30   | 6(3) |              |              |                           |                           |              |              |  |  |        |        |
|  | Uhlenhorst Mülheim           | 6(2)                        |                             |      |              |              |                           |                           |              |              |  |  |        |        |
|  | Uhlenhorst Mülheim           | 6(2)                        | Uhlenhorster HC             | 2(2) |              |              |                           |                           |              |              |  |  |        |        |
|  | vrijdag 6 april 2012, 09:30  |                             | Uhlenhorster HC             | 2(2) |              |              |                           |                           |              |              |  |  |        |        |
|  |                              | Amsterdam H&BC              | 2(1)                        |      |              |              |                           |                           |              |              |  |  |        |        |
|  | Beeston HC                   | Amsterdam H&BC              | 2(1)                        | 2    |              |              |                           |                           |              |              |  |  |        |        |
|  | Beeston HC                   | zondag 8 april 2012, 12:00  |                             | 2    |              |              |                           |                           |              |              |  |  |        |        |
|  | Club de Campo                | 1                           |                             |      |              |              |                           |                           |              |              |  |  |        |        |
|  | Club de Campo                | 1                           | Beeston HC                  | 1    |              |              |                           |                           |              |              |  |  |        |        |
|  | vrijdag 6 april 2012, 12:00  |                             | Beeston HC                  | 1    |              |              |                           |                           |              |              |  |  |        |        |
|  |                              | Uhlenhorster HC             | 7                           |      |              |              |                           |                           |              |              |  |  |        |        |
|  | Uhlenhorster HC              | Uhlenhorster HC             | 7                           | 3    |              |              |                           |                           |              |              |  |  |        |        |
|  | Uhlenhorster HC              |                             | Zaterdag 26 mei 2012, 12.00 | 3    |              |              |                           |                           |              |              |  |  |        |        |
|  | Polo de Barcelona            | 0                           |                             |      |              |              |                           |                           |              |              |  |  |        |        |
|  | Polo de Barcelona            | 0                           | Uhlenhorster HC             | 2(2) |              |              |                           |                           |              |              |  |  |        |        |
|  | zaterdag 7 april 2012, 12:00 |                             | Uhlenhorster HC             | 2(2) |              |              |                           |                           |              |              |  |  |        |        |
|  |                              | KHC Dragons                 | 2(1)                        |      | derde plaats | derde plaats |                           |                           |              |              |  |  |        |        |
|  | KHC Dragons                  | KHC Dragons                 | 2(1)                        | 2    | derde plaats | derde plaats |                           |                           |              |              |  |  |        |        |
|  | KHC Dragons                  | maandag 9 april 2012, 12:00 | maandag 9 april 2012, 12:00 | 2    |              |              | zondag 27 mei 2012, 09.30 | zondag 27 mei 2012, 09.30 |              |              |  |  |        |        |
|  | Dinamo Elektrostal           | maandag 9 april 2012, 12:00 | maandag 9 april 2012, 12:00 | 0    |              |              | zondag 27 mei 2012, 09.30 | zondag 27 mei 2012, 09.30 |              |              |  |  |        |        |
|  | Dinamo Elektrostal           | KHC Dragons                 | 3                           | 0    | KHC Dragons  | 4            |                           |                           |              |              |  |  |        |        |
|  | zaterdag 7 april 2012, 17:00 | KHC Dragons                 | 3                           |      | KHC Dragons  | 4            |                           |                           |              |              |  |  |        |        |
|  |                              | Reading HC                  | 1                           |      | HC Rotterdam | 3            |                           |                           |              |              |  |  |        |        |
|  | Club an der Alster           | Reading HC                  | 1                           | 1    | HC Rotterdam | 3            |                           |                           |              |              |  |  |        |        |
|  | Club an der Alster           |                             |                             | 1    |              |              |                           |                           |              |              |  |  |        |        |
|  | Reading HC                   | 3                           |                             |      |              |              |                           |                           |              |              |  |  |        |        |
|  | Reading HC                   | 3                           |                             |      |              |              |                           |                           |              |              |  |  |        |        |

### Tweede Ronde
| 6 april 2012 09:30 UTC+2           |           |                   |                                                                           |
| Beeston HC                         | 2:1 (0:1) | Club de Campo     | Stadion Hazelaarweg, Rotterdam Scheidsrechters: Marcin Grochal Geoff Conn |
| 58' Benjamin Arnold 63' Carl Smith |           | 29' Gonzalo Lasso | Stadion Hazelaarweg, Rotterdam Scheidsrechters: Marcin Grochal Geoff Conn |

| 6 april 2012 12:00 UTC+2                              |           |                         |                                                                                   |
| Uhlenhorster HC                                       | 3:0 (1:0) | RC de Polo de Barcelona | Stadion Hazelaarweg, Rotterdam Scheidsrechters: Colin Hutchinson Jonas van 't Hek |
| 33' Marko Miltkau 43' Moritz Falcke 57' Marko Miltkau |           |                         | Stadion Hazelaarweg, Rotterdam Scheidsrechters: Colin Hutchinson Jonas van 't Hek |

| 6 april 2012 14:30 UTC+2                                                                                  |           |                 |                                                                               |
| Amsterdam H&BC                                                                                            | 6:0 (2:0) | HC Dinamo Kazan | Stadion Hazelaarweg, Rotterdam Scheidsrechters: Dan Barstow Francisco Vazquez |
| 26' Valentin Verga 31' Marc Schwarz 39' Billy Bakker 39' Mirco Pruyser 45' Mirco Pruyser 69' Marc Schwarz |           |                 | Stadion Hazelaarweg, Rotterdam Scheidsrechters: Dan Barstow Francisco Vazquez |

| 6 april 2012 17:00 UTC+2                                                  |           |                                                  |                                                                                     |
| HC Bloemendaal                                                            | 4:3 (2:0) | Atlètic Terrassa                                 | Stadion Hazelaarweg, Rotterdam Scheidsrechters: Christian Blasch Gregory Uyttenhove |
| 22' Olmer Meijer 32' Rogier Hofman 50' Ronald Brouwer 55' Roel Bovendeert |           | 38' Pere Castelló 59' Litus Ballbè 64' Roc Oliva | Stadion Hazelaarweg, Rotterdam Scheidsrechters: Christian Blasch Gregory Uyttenhove |

| 7 april 2012 09:30 UTC+2 |           |              |                                                                             |
| East Grinstead HC | 8:0 (2:0) | CA Montrouge | Stadion Hazelaarweg, Rotterdam Scheidsrechters: Christian Blasch Geoff Conn |
| 7' Ashley Jackson (sb) 30' Ashley Jackson 37' Mark Gleghorne 47' Ashley Jackson (sc) 51' Gareth Carr (sc) 52' Darren Cheesman 53' Mark Gleghorne 69' Mark Gleghorne |           |              | Stadion Hazelaarweg, Rotterdam Scheidsrechters: Christian Blasch Geoff Conn |

| 7 april 2012 12:00 UTC+2              |           |                    |                                                                             |
| KHC Dragons                           | 2:0 (1:0) | Dinamo Elektrostal | Stadion Hazelaarweg, Rotterdam Scheidsrechters: Dan Barstow Diego Estebanez |
| 12' Mathew Cobbaert 47' Felix Denayer |           |                    | Stadion Hazelaarweg, Rotterdam Scheidsrechters: Dan Barstow Diego Estebanez |

| 7 april 2012 14:30 UTC+2 |                | |                                                                                     |
| HC Rotterdam | 9:8 (4:4, 3:0) | Uhlenhorst Mülheim | Stadion Hazelaarweg, Rotterdam Scheidsrechters: Colin Hutchinson Gregory Uyttenhove |
| 5' eigen goal Uhlenhorst Mülheim 7' Nick Wilson 34' Nick Wilson 38' Nick Wilson Doelpunten in shoot-out Jeroen Hertzberger Robert vd Horst Nick Wilson |                | 40' Jannik Otto 40' Thilo Stralkowski 44' Jan Fleckhaus 67' Thilo Stralkowski (sc) Doelpunten in shoot-out Thilo Stralkowski Jan Fleckhaus | Stadion Hazelaarweg, Rotterdam Scheidsrechters: Colin Hutchinson Gregory Uyttenhove |

| 7 april 2012 17:00 UTC+2   |           |                                                 |                                                                                  |
| Club an der Alster         | 1:3 (0:1) | Reading HC                                      | Stadion Hazelaarweg, Rotterdam Scheidsrechters: Marcin Grochal Francisco Vazquez |
| 61' Jonathan Froschle (sc) |           | 2' Iain Mackay 54' Simon Mantell 67' Andy Watts | Stadion Hazelaarweg, Rotterdam Scheidsrechters: Marcin Grochal Francisco Vazquez |

### Kwartfinales
| 8 april 2012 12:00 UTC+2  |           | |                                                                                  |
| Beeston HC                | 1:7 (1:4) | Uhlenhorster HC | Stadion Hazelaarweg, Rotterdam Scheidsrechters: Colin Hutchinson Diego Estebanez |
| 17' Stephen Lawrence (sc) |           | 9' Marco Miltkau 13' Ricardo Nevado 22' Florian Fuchs 33' Florian Fuchs 56' Jan Simon (sc) 62' Jonas Furste 64' Marco Miltkau | Stadion Hazelaarweg, Rotterdam Scheidsrechters: Colin Hutchinson Diego Estebanez |

| 8 april 2012 14:30 UTC+2                          |           |                                             |                                                                                    |
| Amsterdam H&BC                                    | 3:2 (2:0) | HC Bloemendaal                              | Stadion Hazelaarweg, Rotterdam Scheidsrechters: Francisco Vazquez Christian Blasch |
| 8' Taeke Taekema 33' Mirco Pruyser 51' Teun Rohof |           | 50' Wouter Jolie (sc) 70' Olmer Meijer (sc) | Stadion Hazelaarweg, Rotterdam Scheidsrechters: Francisco Vazquez Christian Blasch |

| 9 april 2012 12:00 UTC+2                                 |                |                |                                                                             |
| KHC Dragons                                              | 3:1 (1:1, 1:0) | Reading HC     | Stadion Hazelaarweg, Rotterdam Scheidsrechters: Jonas van 't Hek Geoff Conn |
| 22' Stephen Butler 78' Jeffrey Thys 80' Renaud Pangrazio |                | 44' Andy Watts | Stadion Hazelaarweg, Rotterdam Scheidsrechters: Jonas van 't Hek Geoff Conn |

| 9 april 2012 14:30 UTC+2 |           |                                                                     |                                                                                 |
| East Grinstead HC        | 1:3 (0:2) | HC Rotterdam                                                        | Stadion Hazelaarweg, Rotterdam Scheidsrechters: Christian Blasch Marcin Grochal |
| 52' Mark Gleghorne (sc)  |           | 15' Jeroen Hertzberger 22' Jeroen Hertzberger 67' Roderick Weusthof | Stadion Hazelaarweg, Rotterdam Scheidsrechters: Christian Blasch Marcin Grochal |

### Halve finales
| 26 mei 2012 12:00                                                                                       |                |                                                                                    |                                                                             |
| Uhlenhorster HC                                                                                         | 4:3 (2:2, 0:2) | KHC Dragons                                                                        | Wagener Stadion, Amstelveen Scheidsrechters: Colin Hutchinson Hamish Jamson |
| 40' Moritz Fürste 59' Patrick Breitenstein (sc) Doelpunten in shoot-out Moritz Fürste Alexander Perdoni |                | 7' Florent van Aubel 35' Felix Denayer (sc) Doelpunt in shoot-out Arthur van Doren | Wagener Stadion, Amstelveen Scheidsrechters: Colin Hutchinson Hamish Jamson |

| 26 mei 2012 14:30                               |           |              |                                                                             |
| Amsterdam H&BC                                  | 3:0 (1:0) | HC Rotterdam | Wagener Stadion, Amstelveen Scheidsrechters: Christian Blasch Nathan Stagno |
| 17' Valentin Verga 51' Don Prins 64' Teun Rohof |           |              | Wagener Stadion, Amstelveen Scheidsrechters: Christian Blasch Nathan Stagno |

### Kleine finale
| 27 mei 2012 12:00                                                                                         |                |                                                                    |                                                                           |
| KHC Dragons                                                                                               | 4:3 (3:3, 0:1) | HC Rotterdam                                                       | Wagener Stadion, Amstelveen Scheidsrechters: Nathan Stagno Andrew Kennedy |
| 42' Renaud Pangrazio 57' Renaud Pangrazio 70' Charles Vandeweghe Doelpunt in verlenging 78' Felix Denayer |                | 3' Roderick Weusthof 45' Hidde Turkstra 65' Roderick Weusthof (sc) | Wagener Stadion, Amstelveen Scheidsrechters: Nathan Stagno Andrew Kennedy |

### Finale
| 27 mei 2012 14:30                                                                     |                |                                                                                   |                                                                             |
| Uhlenhorster HC                                                                       | 4:3 (2:2, 1:2) | Amsterdam H&BC                                                                    | Wagener Stadion, Amstelveen Scheidsrechters: Colin Hutchinson Hamish Jamson |
| 26' Niklas Bruns 58' Marco Miltkau Doelpunten in shoot-out Oliver Korn Mathias Müller |                | 21' Taeke Taekema (sc) 28' Floris Evers Doelpunt in shoot-out Jan Willem Buissant | Wagener Stadion, Amstelveen Scheidsrechters: Colin Hutchinson Hamish Jamson |

## Eindrangschikking
| rang   | club            |
| ------ | --------------- |
| Goud   | Uhlenhorster HC |
| Zilver | Amsterdam H&BC  |
| Brons  | KHC Dragons     |
| 4      | HC Rotterdam    |

- Nicolas Jacobi (Uhlenhorster HC) werd na afloop van de finale uitgeroepen tot "meest waardevolle speler van het toernooi".

## Kampioen
| Euro Hockey League 2011/2012 |
| ---------------------------- |
| Uhlenhorster HC 3de titel    |